# Bahnhof Dordrecht
Der Bahnhof Dordrecht ist der größte Bahnhof der niederländischen Stadt Dordrecht. Er ist zentraler Knotenpunkt im städtischen ÖPNV. Am Bahnhof verkehren nationale Regional- und Fernverkehrszüge.

## Geschichte
Der erste Bahnhof wurde am 1. Januar 1872 mit der Bahnstrecke Breda–Rotterdam eröffnet. Damals gab es jedoch nur eine Verbindung nach Utrecht. 1885 folgten die Streckeneröffnung nach Gorinchem. Das Bahnhofsgebäude besteht seit seiner Eröffnung im Jahre 1872.

## Streckenverbindungen
Im Jahresfahrplan 2022 halten folgende Linien am Bahnhof Dordrecht:
| Zugtyp            | Linienverlauf | Frequenz |
| ----------------- | --- | --- |
| Intercity         | Dordrecht – Breda – Eindhoven Centraal | 4× täglich |
| Intercity         | Amsterdam Centraal – Amsterdam Sloterdijk – Haarlem – Leiden Centraal – Den Haag HS – Delft – Rotterdam Centraal – Dordrecht – Roosendaal – Vlissingen                                                     | halbstündlich (hält stündlich sowie abends und am Wochenende ganztägig an allen Bahnhöfen zwischen Bergen op Zoom und Vlissingen) |
| Intercity         | Lelystad Centrum – Almere Centrum – Amsterdam Zuid – Schiphol Airport – Leiden Centraal – Den Haag HS – Delft – Rotterdam Centraal – Dordrecht                                                             | halbstündlich (fährt nicht nach 20 Uhr)                                                                                           |
| Intercity         | Dordrecht – Rotterdam Centraal – Schiedam Centrum – Delft – Den Haag HS – Leiden Centraal – Schiphol Airport – Amsterdam Zuid – Utrecht Centraal – ’s-Hertogenbosch – Eindhoven Centraal – Helmond – Venlo | halbstündlich (fährt nur abends und sonntags)                                                                                     |
| Intercity         | Rotterdam Centraal – Dordrecht – Eindhoven Centraal | stündlich (Nachtnet) |
| Sprinter          | Den Haag Centraal – Den Haag HS – Delft – Rotterdam Centraal – Dordrecht | halbstündlich |
| Sprinter          | Den Haag Centraal – Den Haag HS – Delft – Rotterdam Centraal – Dordrecht | halbstündlich |
| Sprinter          | Rotterdam Centraal – Dordrecht | halbstündlich (fährt nicht nach 20 Uhr und am Wochenende)                                                                         |
| Sprinter          | Dordrecht – Roosendaal | halbstündlich (fährt abends und am Wochenende stündlich)                                                                          |
| Sprinter          | Dordrecht – Breda – Tilburg – ’s-Hertogenbosch – Nijmegen (– Arnhem Centraal) | halbstündlich (fährt abends nicht nach Arnhem; sonntags zwischen ’s-Hertogenbosch und Arnhem Centraal stündlich)                  |
| Stoptrein (Qbuzz) | Dordrecht – Gorinchem | halbstündlich; Teil des Verkehrskonzeptes R-net                                                                                   |
| Stoptrein (Qbuzz) | Dordrecht – Gorinchem – Geldermalsen | halbstündlich; Teil des Verkehrskonzeptes R-net                                                                                   |